# ببتيد عصبي

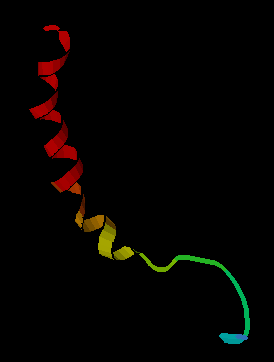
ببتيد عصبي Y

الببتيدات العصبية هي نواقل كيميائية مؤلفة من سلاسل صغيرة من الأحماض الأمينية التي تصنعها العصبونات وتحررها. ترتبط الببتيدات العصبية بشكل نموذجي مع المستقبلات المقترنة بالبروتين ج (جي بّي سي آر إس) من أجل تعديل النشاط العصبي والنسج الأخرى مثل الأمعاء، والعضلات والقلب.
يوجد أكثر من 100 ببتيد عصبي معروف، إذ تمثل الببتيدات العصبية الفئة الأكبر والأكثر تنوعًا بين فئات جزيئات نقل الإشارات في الجهاز العصبي. تشمل عملية تصنيع الببتيدات العصبية انقسام البروتينات السلفية الكبيرة ومعالجتها بعد الترجمة ثم تغليفها في حويصلات لبية كثيفة. غالبًا ما يترافق تحرير الببتيدات العصبية مع تحرير ببتيدات عصبية وناقلات عصبية أخرى في عصبون واحد، ما يسبب العديد من التأثيرات المختلفة. تستطيع الببتيدات العصبية بمجرد تحريرها الانتشار على نطاق واسع مؤثرة على مجموعة واسعة من الأهداف.

## اصطناعها
تُصنّع الببتيدات العصبية من البروتينات السلفية الكبيرة غير النشطة المعروفة باسم طلائع الببتيدات الأولية. تحتوي طليعة الببتيدات الأولية على تسلسلات عائلة مميزة من الببتيدات وغالبًا ما تشمل عددًا من النسخ المكررة لنفس الببتيدات، اعتمادًا على الكائن الحي. بالإضافة إلى تسلسلات الببتيدات السلفية، تحتوي طليعة الببتيدات الأولية أيضًا على ببتيد إشعاري، وببتيدات رابطة ومواقع الانقسام. يعمل تسلسل الببتيد الإشعاري على توجيه البروتين إلى مسار الإفراز، بدءًا من الشبكة الإندوبلازمية. يزول تسلسل الببتيد الإشعاري في الشبكة الإندوبلازمية، ما يعطي طليعة الببتيد. تسافر طليعة الببتيد إلى جهاز غولجي حيث تتعرض للانقسام عبر التحلل البروتيني ثم المعالجة إلى ببتيدات متعددة. تُغلف الببتيدات في حويصلات لبية كثيفة، إذ تخضع لمزيد من الانقسام والمعالجة، مثل إضافة مجموعة الأميد طرفية-«سي». تنتقل الحويصلات اللبية الكثيفة عبر العصبون وتحرر الببتيدات عند الشق المشبكي، وجسم الخلية وعلى طول المحوار.

## آليتها
تتحرر الببتيدات العصبية من الحويصلات اللبية الكثيفة بعد زوال الاستقطاب من الخلية. تظهر بعض الدلائل تحرير الببتيدات العصبية بعد إطلاقها أو اندفاقها عالي التواتر، ما يميز الحويصلات اللبية الكثيفة عن تحرير الحويصلات المشبكية. تستخدم الببتيدات العصبية انتقال الحجم ولا يمكن امتصاصها بسرعة، ما يسمح بانتشارها عبر مناطق واسعة (نانومتر حتى ميليمتر) لتصل إلى أهدافها. ترتبط جميع الببتيدات تقريبًا مع «جي بّي سي آر إس»، ما يؤدي إلى تحفيز سلاسل الناقلات الثانية لتعديل النشاط العصبي على نطاقات زمنية طويلة.
يتسم التعبير عن الببتيدات العصبية في الجهاز العصبي بالتنوع. غالبًا ما يترافق تحرير الببتيدات العصبية مع الببتيدات العصبية والناقلات العصبية الأخرى، ما يؤدي إلى تأثيرات متنوعة اعتمادًا على مزيج من التحرير. على سبيل المثال، يترافق تحرير الببتيد المعوي الفعال وعائيًا بشكل نموذجي مع الأسيتيل كولين. قد يحدث تحرير الببتيد العصبي أيضًا بشكل مخصص. على سبيل المثال، يقتصر التعبير عن هرمون التفقيس على عصبونين لدى يرقات ذبابة الفاكهة.

## اكتشافها
اكتُشف أول ببتيد عصبي، المادة «بّي»، من قبل أولف فون أولر وجون غادم في عام 1931. في أوائل القرن العشرين، استخرج الباحثون الناقلات الكيميائية بشكل خام من أدمغة الحيوانات الكاملة ونسجها لدراسة تأثيراتها الفيزيولوجية. في محاولة منهما لعزل الأسيتيل كولين ودراسته، صنع فون أولر وغادم مستخلصًا من المسحوق الخام لدماغ خيل كامل وأمعائه ولاحظا تحفيزه للتقلصات العضلية وانخفاض ضغط الدم. استمرت هذه التأثيرات على الرغم من استخدام الأتروبين، ما استبعد عزو هذه التأثيرات فقط إلى الأسيتيل كولين. استطاع مايكل تشانغ وسوزان ليمان تنقية المادة «بّي» وإيجاد تسلسل لها لأول مرة في عام 1971، إذ كشفا عن سلسلة الببتيد ذات الأحماض الأمينية البالغ عددها 11. استُخدمت طرق مشابهة بهدف تحديد الببتيدات العصبية الأخرى في أوائل خمسينيات القرن العشرين، مثل الفازوبريسين والأوكسيتوسين.
يُعتبر البروكتولين أول ببتيد عصبي معزول ومحدد التسلسلات لدى الحشرات. في عام 1975، استخرج ألفين ستارات وبرايان براون الببتيد العصبي من عضلات المعي الخلفي لدى الصرصار إذ لاحظا تحسن التقلصات العضلية بعد تطبيقه. على الرغم من اعتقاد ستارات وبراون في البداية أن البروكتولين من الناقلات العصبية الاستثارية، ثبت فيما بعد أن البروكتولين من ببتيدات التعديل العصبي.
استُخدم مصطلح «الببتيد العصبي» لأول مرة بواسطة ديفيد دي وايد في سبعينيات القرن العشرين، إذ درس هرمونات الببتيد «إيه سي تي إتش»، و«إم إس إتش» والفازوبرسين وتأثيراتها على التعلم والذاكرة.

## أفعالها
تُعتبر الببتيدات العصبية ناقلات عصبية قديمة وعالية التنوع. تعمل الببتيدات العصبية على نطاقات زمنية ومكانية متعددة نظرًا إلى طبيعتها التعديلية والانتشارية. تشمل الأمثلة على أفعال الببتيدات العصبية ما يلي:

### التحرير المشترك
يترافق تحرير الببتيدات العصبية غالبًا مع تحرير الناقلات العصبية والببتيدات العصبية الأخرى بهدف تعديل النشاط المشبكي. قد تمتلك الحويصلات المشبكية والحويصلات اللبية الكثيفة خصائص تنشيط متمايزة للتحرير، ما يؤدي إلى تداخلات من التحرير المشترك المعتمدة على السياق. على سبيل المثال، تعتمد العصبونات الحركية لدى الحشرات على حمض الجلوتاميك، ويحتوي بعضها على حويصلات لبية كثيفة مع البروكتولين. تتحرر الجلوتامات فقط عند التنشيط منخفض التواتر، ما يسبب الإثارة السريعة للعضلات. في المقابل، تحرر الحويصلات اللبية الكثيفة البروكتولين عند التنشيط مرتفع التواتر، ما يسبب تقلصات مطولة. نتيجة لذلك، يمكن ضبط تحرير الببتيد العصبي بشكل دقيق من أجل تعديل النشاط المشبكي في سياقات معينة. 
تُعد بعض مناطق الجهاز العصبي متخصصة في تحرير مجموعات مميزة من الببتيدات. على سبيل المثال، يحرر تحت المهاد والغدة النخامية بعض الببتيدات (مثل «تي آر إتش»، و«جي إن آر إتش»، و«سي آر إتش» و«إس إس تي») التي تعمل كهرمونات. تعبّر إحدى المجموعات الفرعية من النواة المقوسة لتحت المهاد بشكل مشترك عن ثلاثة ببتيدات مفقدة للشهية: هرمون تحفيز الخلايا الميلانينية α (α – إم إس إتش)، والببتيد شبيه الغلانين والنسخ المنظم للكوكايين والأمفيتامين (سي إيه آر تي)، بينما تعبّر مجموعة فرعية أخرى بشكل مشترك عن الببتيدات المشهية، الببتيد العصبي «واي» والببتيد المتعلق بالأغوتي (إيه جي آر بّي). يحدث تحرير جميع هذه الببتيدات في مجموعات مختلفة لإرسال إشارات الجوع والشبع.